# Métamoteur

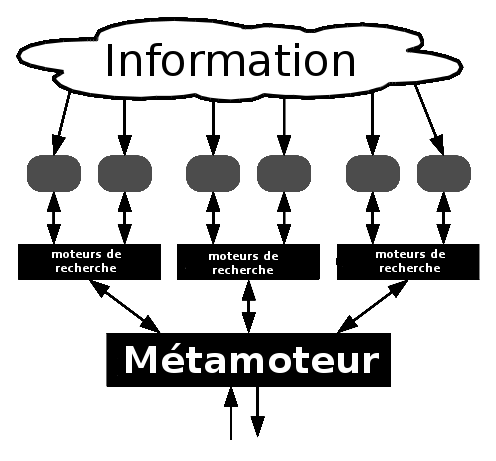
Construction d'un métamoteur

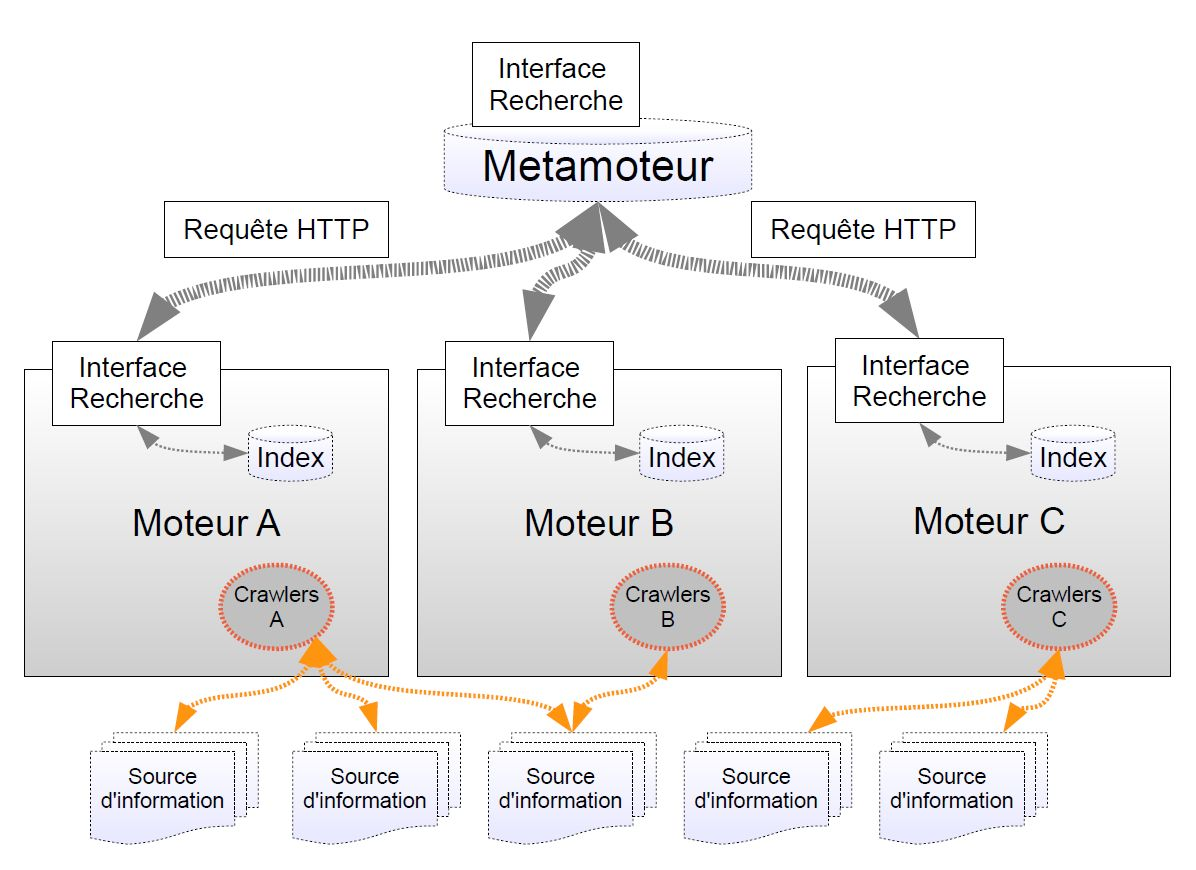
Schéma général d'un métamoteur

Un métamoteur (ou méta-moteur) ou un méta-chercheur est un moteur de recherche qui puise ses informations à travers plusieurs moteurs de recherche généralistes. De manière plus précise, le métamoteur envoie ses requêtes à plusieurs moteurs de recherche et retourne les résultats de chacun d'eux. Le métamoteur permet aux utilisateurs de n'entrer le sujet de leur recherche qu'une seule fois tout en accédant aux réponses de plusieurs moteurs de recherche différents.
Un métamoteur élimine les résultats similaires ; par exemple, si Google et Yahoo! renvoient sur les deux mêmes liens, le métamoteur ne va l'afficher qu'une seule fois dans la liste des résultats. Certains indiquent de quels moteurs de recherche provient chaque résultat, tels que Startpage (avec des étoiles et une infobulle) et Seeks (avec les logos respectifs et des infobulles).
Enfin, un métamoteur trie les résultats pour fournir en premier les pages fournies par plusieurs moteurs.
Certains métamoteurs permettent en outre de mélanger une fonction annuaire (les résultats sont classés par thèmes) et une fonction moteur. Cela permet d'avoir une double vue sur les résultats de la recherche.